# Shopping Center Punta del Sol
Shopping Center Punta del Sol fue un centro comercial ubicado en la ciudad chilena de Rancagua, capital de la Región del Libertador General Bernardo O'Higgins, operativo entre 1990 y 1999. Fue la primera construcción de su tipo fuera de Santiago de Chile, capital del país.

## Historia
El centro comercial, gestado por los empresarios rancagüinos Marco Anfruns y Hermán Hermann con una inversión de 6 millones de dólares, inició su construcción el 5 de septiembre de 1989 y fue inaugurado el primer semestre de 1990.
La estructura, construida principalmente con hormigón armado y albañilería, fue diseñada por el arquitecto Jaime Bendersky —quien también proyectó el Mall Parque Arauco en 1980— sobre un terreno de 43 645 m², con una superficie construida de 16 800 m². El edificio poseía una distribución con forma de Z, teniendo en ambos extremos espacios destinados a tiendas departamentales, de los cuales solo se instaló una: Michaely en el extremo este del recinto; también se contemplaba un segundo piso, el cual nunca se construyó. Además de los espacios mencionados, poseía 85 tiendas, un supermercado (Unimarc), un patio de comidas, un restaurante Pizza Hut, una sala que funcionaba como cine y teatro, y espacios destinados a administración. Parte de la arquitectura de los locales fue llevada a cabo por Efiges.

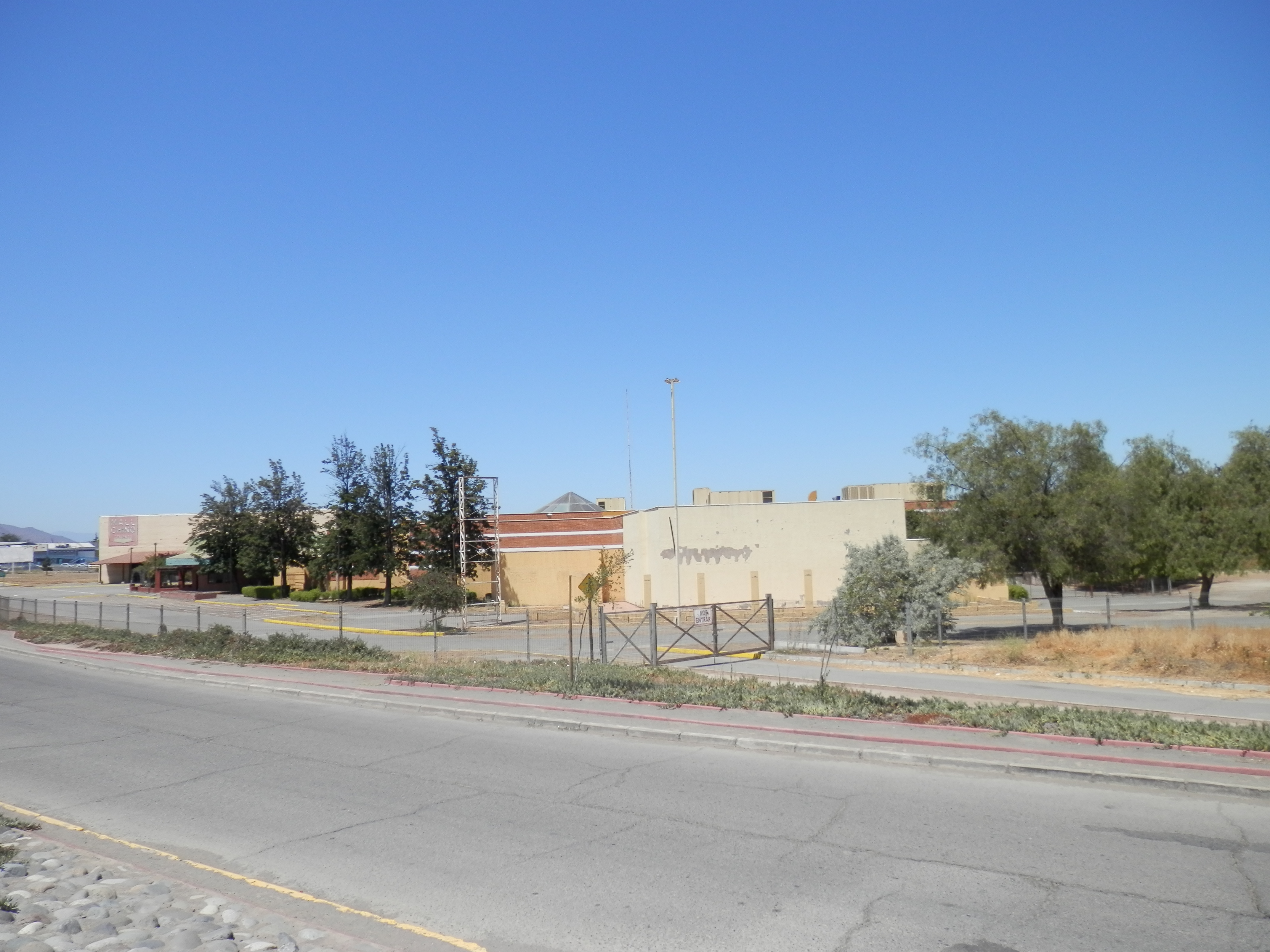
Vista del Shopping Center Punta del Sol en diciembre de 2020.

Punta del Sol cerró sus puertas a fines de 1999. Parte del fracaso del centro comercial se atribuye a la ausencia de grandes cadenas de tiendas departamentales en su interior, las cuales en cambio se instalaron en el centro de la ciudad de Rancagua; a ello se sumó la inauguración del «Mall del Centro Rancagua» en 1998. Ambos factores desincentivaron el traslado de los consumidores hacia la periferia norte en donde se encontraba el Shopping Center Punta del Sol.
Tras el cierre de sus puertas, los terrenos del centro comercial fueron entregados al Banco del Estado de Chile, su principal acreedor, quien los vendió a la empresa de bodegaje Bodetek en junio de 2003. En 2013 el recinto fue adquirido por el Grupo Nialem —ligado al empresario Isaac Hites, dueño de la cadena por departamentos homónima— y en los años siguientes se desarrollaron diversas actividades comerciales mediante el formato de tipo «outlet», además de eventos de distinto tipo.
Para junio de 2025 se espera la apertura del centro comercial «Rancagua Outlet Mall», tras la adquisición del recinto por parte de la familia Dib, que ya cuenta con experiencia en el negocio de los centros comerciales de formato «outlet», siendo propietarios del «Viña Outlet Park» en la Región de Valparaíso.